# Carezzano
Carezzano és un municipi situat al territori de la província d'Alessandria, a la regió del Piemont, (Itàlia).
Limita amb els municipis de Cassano Spinola, Castellania, Costa Vescovato, Paderna, Sant'Agata Fossili, Tortona i Villalvernia.
Pertanyen al municipi les frazioni de Carezzano Maggiore i Carezzano Superiore.

## Galeria

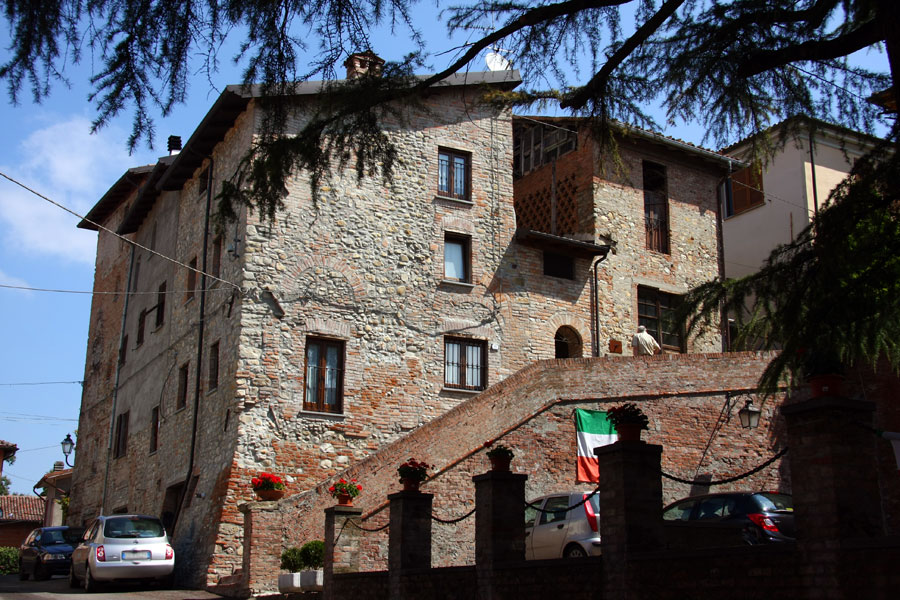
Palau del vescomte